# رائد الفادع
رائد الفادع (ولد 20 مايو 1997)، هو لاعب كرة قدم تونسي يلعب لصالح نادي الترجي التونسي في مركز الدفاع.

## مسيرته الكروية

### ترجي جرجيس
في 24 أغسطس2017، وقع الفادع عقد انتقاله من الترجي الرياضي إلى الترجي الجرجيسي لمدة سنة على سبيل الإعارة.
12 ديسمبر 2017، غاب رائد الفادع عن الملاعب لمدة لا تقل عن ستة أشهر بسبب اصابة تعرّض إليها في مباراة أمام النادي الإفريقي.

### لوكومتيف
في 22 يوليو 2020، أعلن وكيل أعمال اللاعب رائد الفادع أن موكّله وقّع عقدا رسميا مع فريق لوكوموتيف زغرب الكرواتي.

### الترجي التونسي
في 7 ديسمبر 2020، تعاقد الترجي الرياضي التونسي مع رائد الفادع بعقد مدته موسمين.